# ويليام باتيستا
ويليام باتيستا (بالبرتغالية: William Rocha Batista‏) (27 يوليو 1980 بساو باولو في البرازيل - ) هو لاعب كرة قدم برازيلي في مركز الهجوم. لعب مع بورتوغيزا سانتيستا وليفسكي صوفيا ونادي باكو ونادي كارباتي لفيف وFC Obolon Kyiv ‏ وSFC Opava ‏ وUnião Agrícola Barbarense Futebol Clube ‏ وFC Obolon Kyiv ‏ وFC Kharkiv ‏.

## وصلات خارجية
- ويليام باتيستا على موقع اتحاد أوكرانيا (الإنجليزية)
- ويليام باتيستا على موقع قاعدة بيانات كرة القدم.إي يو (الإنجليزية)
- ويليام باتيستا على موقع Soccerway.com (الإنجليزية)